# Danske ugeblade
Liste over danske ugeblade:

## Ugeblade
Denne liste er ufuldstændig; hjælp gerne med at udfylde den.
| Navn               | Etableret | Noter                                                  |
| ------------------ | --------- | ------------------------------------------------------ |
| Alt for Damerne    | 1946      |                                                        |
| Billed-Bladet      | 1938      |                                                        |
| Dansk Familie Blad | 1910      | sammenlagt med Hjemmet i 1980 under titlen StorHjemmet |
| Familie Journal    | 1877      | med navnet Illustreret Familie-Journal                 |
| FOKUS              |           |                                                        |
| Her & Nu           | 1997      |                                                        |
| Hjemmet            | 1904      | fortsættelse af Damernes Blad fra 1898.                |
| Kig Ind            | 1997      | stoppet 2015                                           |
| Se & Hør           | 1940      | med navnet Det ny Radioblad                            |
| Ude og Hjemme      | 1926      |                                                        |